# Équipe de Belgique de football A'
Maillots
L'équipe de Belgique de football A' ou équipe de Belgique de football aspirants, également parfois appelée équipe de Belgique de football B, est une sélection de joueurs belges, candidats possibles à une sélection en équipe de Belgique A. En ce sens, elle constitue en quelque sorte l' « antichambre » des Diables Rouges.
L'équipe de Belgique B est placée sous l'autorité de la RBFA et le sélectionneur a la possibilité d'utiliser cette sélection lorsqu'il le souhaite, qui ne dispute toutefois aucune compétition officielle.

## Histoire

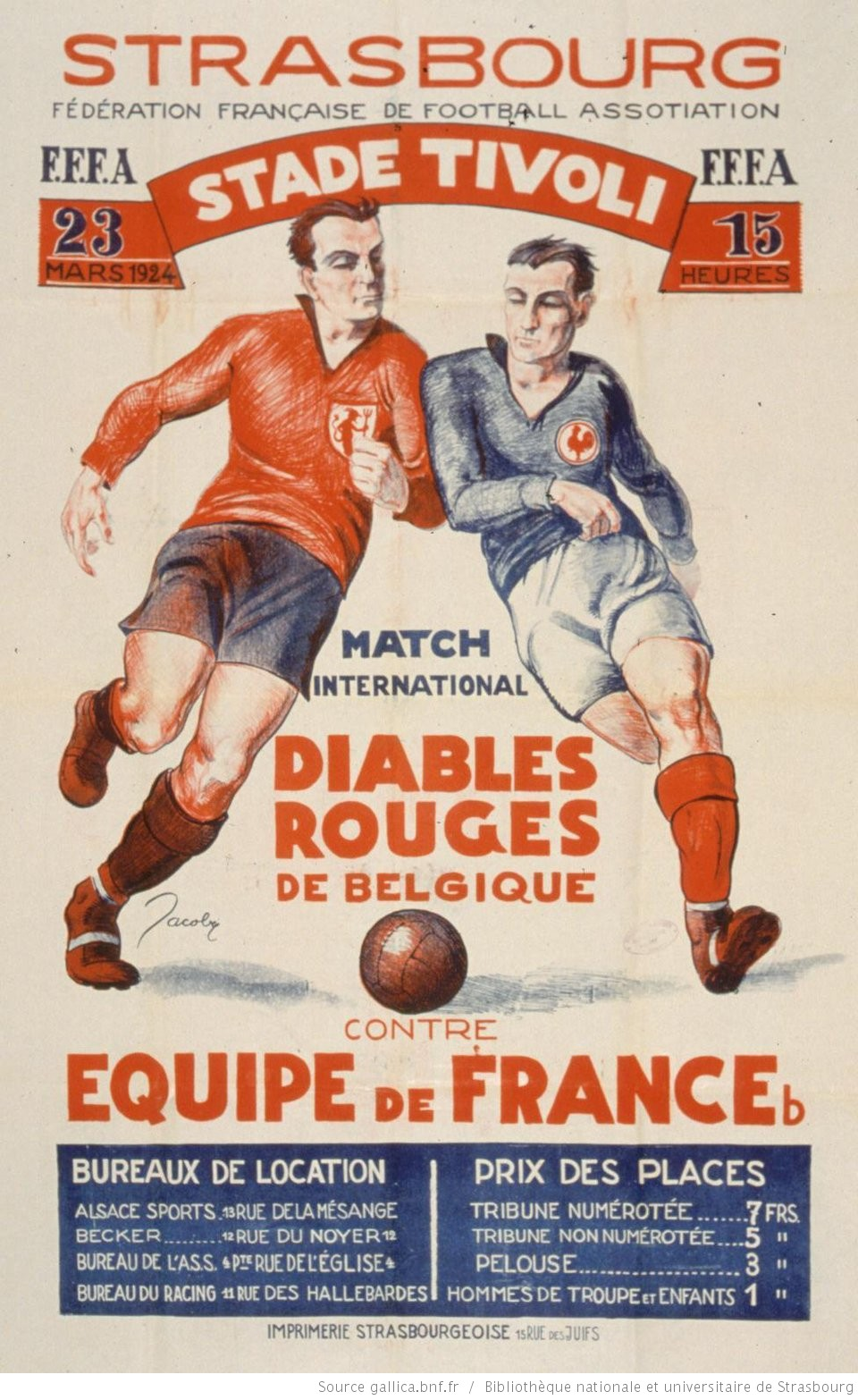
Affiche de la première rencontre des Diables Rouges B, contre la France B, à Strasbourg, le 23 mars 1924.
Auteur: Jean Jacoby (1891-1936).

L'équipe de Belgique aspirants, comme on l'appelle alors, commence ses activités en 1924 d'abord avec un match contre la France B à Strasbourg, puis face à la sélection A du Grand-Duché de Luxembourg. C'est une première sortie sanctionnée d'une défaite (1-0), suivie d'une victoire (2-1).
À partir de ce moment, l'équipe de Belgique B rencontrera le Luxembourg à raison de 2 à 3 fois l'an en moyenne jusqu'en 1976, à l'exception toutefois des matchs de qualifications pour un tournoi majeur où c'est l'équipe A qui prend le relais, comme le nécessitent les règlements. Ce ne sont ainsi pas moins de 75 rencontres qui ont eu lieu pour un bilan très largement à l'avantage de la Belgique avec 57 victoires contre 7 au Grand-Duché. En outre, elle rencontre une seconde fois la France B à Charleroi le 7 décembre 1930.
Juste après la Seconde Guerre mondiale auront lieu les premières rencontres face à d'autres adversaires, l'équipe B affronte alors tout d'abord l'Écosse le 6 janvier 1945 pour une défaite (2-3) et, à 3 reprises à un mois d'intervalle, en mars (1 défaite) et avril 1945 (2 nuls), une sélection d'internationaux britanniques représentant les forces armées. L'Angleterre est à l'époque en pleine reconstruction, les compétitions officielles avaient été suspendues dès 1939 et la reprise des matchs internationaux ne se fait pas de manière officielle avant le 28 septembre 1946.
Dès 1947, l'Équipe de Belgique de football B affronte de manière régulière l'équipe B d'autres nations en prélude aux matchs opposant les équipes A. Elle est ainsi confrontée successivement à la France B, à l'Autriche B, aux Pays-Bas B, à la Suisse B, à la Hongrie B, à l'Italie B, au Portugal B, aux États-Unis B et à l'Allemagne B.
Jusqu'en 1968, années de guerre exclues, cette sélection joue au moins trois matchs par an en moyenne. Le maximum est atteint en 1958, 1960, 1961 et 1966 avec à chaque fois six rencontres au programme face à des sélections étrangères A ou B.
Après 1970, l'utilisation par les sélectionneurs belges de cette sélection devient plus rare : entre 1970 et 1981, seulement huit rencontres ont lieu, et puis la sélection devient inactive.
Sa dernière apparition remontait au 13 octobre 1981 avec une victoire 2-0 à Lokeren contre les Pays-Bas B avant que Paul Van Himst ne relance cette équipe sous le nom d'équipe A' à partir de 1996.
La direction en est par la suite confiée à Philippe Saint-Jean, alors entraîneur adjoint de l'équipe espoirs, qui en sera responsable de 1997 à 2004 sous les auspices de 3 sélectionneurs nationaux consécutifs : Georges Leekens, Robert Waseige et Aimé Antheunis. À raison d'une à deux sorties par an, en plus de matchs contre d'autres formations nationales, l'équipe de Belgique A' joue à présent également quelques rencontres face à des clubs, contre le RC Lens le 1er avril 2003 à Avion (défaite 3-1) et contre l'AS Nancy le 16 mars 2004 à Nancy, ou des sélections locales ou régionales éphémères, comme une formation des Étrangers en Belgique le 12 février 1997 à Molenbeek.
Cette sélection disparaît définitivement après 2005 et une dernière rencontre et défaite (1-2) face aux Pays-Bas U21 le 16 août 2005 à Tessenderlo.
À l'heure actuelle, c'est l'équipe de Belgique espoirs qui a pris le relais de « réservoir » de l'équipe A.

## Bilan
| Adversaire     | Joués | Gagnés | Nuls | Perdus | BP  | BC  | Diff. | % Victoire | Points/match |
| -------------- | ----- | ------ | ---- | ------ | --- | --- | ----- | ---------- | ------------ |
| Allemagne B    | 1     | 0      | 0    | 1      | 1   | 2   | -1    | 0.00       | 0.00         |
| Angleterre U23 | 1     | 0      | 0    | 1      | 0   | 1   | -1    | 0.00       | 0.00         |
| Autriche B     | 1     | 0      | 0    | 1      | 0   | 2   | -2    | 0.00       | 0.00         |
| Écosse         | 1     | 0      | 0    | 1      | 2   | 3   | -1    | 0.00       | 0.00         |
| États-Unis B   | 1     | 1      | 0    | 0      | 6   | 0   | +6    | 100.00     | 3.00         |
| FA Services XI | 3     | 0      | 1    | 2      | 3   | 4   | -1    | 0.00       | 0.67         |
| France B       | 16    | 6      | 5    | 5      | 25  | 25  | 0     | 37.50      | 1.31         |
| France U21     | 1     | 0      | 1    | 0      | 1   | 1   | 0     | 0.00       | 1.00         |
| Hongrie B      | 2     | 1      | 1    | 0      | 2   | 1   | +1    | 50.00      | 2.00         |
| Italy B        | 2     | 0      | 2    | 0      | 4   | 4   | 0     | 0.00       | 1.00         |
| Luxembourg     | 75    | 57     | 11   | 7      | 245 | 107 | +138  | 76.00      | 2.43         |
| Norvège U23    | 1     | 0      | 1    | 0      | 1   | 1   | 0     | 0.00       | 1.00         |
| Pays-Bas B     | 13    | 7      | 4    | 2      | 24  | 16  | +8    | 53.84      | 1.92         |
| Pays-Bas U21   | 1     | 0      | 0    | 1      | 1   | 2   | -1    | 0.00       | 0.00         |
| Portugal B     | 2     | 1      | 1    | 0      | 2   | 0   | +2    | 50.00      | 2.00         |
| Suisse B       | 8     | 4      | 1    | 3      | 18  | 13  | +5    | 50.00      | 1.63         |
| Totaux         | 129   | 75     | 30   | 24     | 335 | 182 | +153  | 58.14      | 1.98         |